# Adrian Moore
Adrian Benjamin Moore (* 1996 in Berlin) ist ein deutscher Schauspieler.

## Leben
Adrian Moore lebt in Berlin und besuchte ein Gymnasium. Er ist der Sohn der Regisseure Eoin Moore und Elke Weber-Moore. Seine ältere Schwester Zoe Moore ist ebenfalls als Schauspielerin tätig.
Moore hatte sein Leinwanddebüt in Elke Weber-Moores Storno (2001). Es folgten weitere Rollen in Eoin Moores Im Schwitzkasten (2005) sowie in Markus Gollers Friendship! (2009). 2011 war er im Kinofilm Der ganz große Traum in der Rolle des Joost Bornstedt zu sehen. Für diese Rolle wurde er bei den Young Artist Awards 2012 in der Kategorie Beste Darstellung in einem internationalen Spielfilm nominiert.

## Filmografie
- 2002: Storno
- 2005: Im Schwitzkasten
- 2009: Friendship!
- 2010: Die Liebesfälscher (Copie conforme)
- 2011: Der ganz große Traum
- 2011: SOKO Wismar (Episode Wunderkind)
- 2011: Mia and me – Abenteuer in Centopia
- 2012: Tatort – Borowski und der freie Fall
- 2014: In aller Freundschaft (Folge 654)
- 2016: Das Geheimnis der Hebamme – Regie: Roland Suso Richter (ARD)